# Maschinenpistole 40
A Maschinenpistole 40 (rövidítve MP 40) géppisztolyt 1940-ben rendszeresítették, és számos főrésze hasonlított az MP 38-ra. A fő különbség a felhasznált anyagokban rejlett, mivel itt főként préselt acéllemezt és műanyagot használtak. Hagyományos hátrasiklással működött. Először a Fallschirmjägerek (ejtőernyősök) használták, sikerrel.
Bár a tervezési fázisokban Hugo Schmeisser nem vett részt (egyedül az utolsó gyártásracionalizáláson), a név („Schmeisser-géppisztoly”) mégis rajta ragadt, saját fejlesztésű fegyvereire pedig nem használják. Ennek oka, hogy a fenti géppisztolyhoz a tárakat Hugo Schmeisser tervezte és az ő licence alapján gyártották, ezért mindegyiken rajta volt a Patent Schmeisser jelzés. A teljesség kedvéért meg kell jegyezni, hogy magát a fegyvert Heinrich Vollmer tervezte az Erme Werkében 1938-ban. A fegyver közel egymillió példányban készült, kisebb, nagyobb változtatásokkal.

## Gyártása
Az MP 40 az elődjén, az MP 38-on alapul (ami pedig az MP 36-on). Az MP 36-ot az Erma Werke gyárban gyártották, a Harmadik Birodalom hadseregének megalapításával egyidejűleg. A fegyver Heinrich Vollmer VPM 1930 és EMP géppisztolyai alapján készült. Vollmer 1938-ban előállt az MP 38-cal, a német hadseregellátó kérésére. Az MP 36 az MP 38 leegyszerűsített változata, az MP 40 pedig az MP 38 még tovább egyszerűsített változata, költségkímélőbb megoldássokkal.
A szövetséges erők gyakran nevezték "Schmeisser-géppisztolynak", mivel a táron a "Schmeisser" felirat állt. Schmeisser tervezte az MP 18-at, ami az első tömeggyártású géppisztoly volt, a fegyvert az első világháború végén vetették be. Az MP 40-et mégsem ő tervezte hanem csak a tárat licencelte. Az MP 41-et viszont ő tervezte, ami az MP 40 fatusával ellátott variánsa volt. Az MP 41-et ritkán használták, csak néhány SS és rendőri alakulatnál. A fegyvert Németország szövetségesének, Romániának exportálták.
A fegyver által háborús filmekben, videojátékokban kialakított kultusz gyakran téves, csak ejtőernyősök, szakasz- és osztagvezetők használták, míg a német hadsereg többsége a 98-as karabélyt.
A harcmezőkön nem volt elegendő MP 40 géppisztoly, mert a 98-as karabélyhoz képest a gyártása drága volt. Így azok a katonák, akik egyre többször találták magukat rohamfeladatokban, az elesett szovjet katonáktól felszedett PPS–41 géppisztolyt vitték magukkal. Ezt néhány korabeli fotón is látni. 1943-tól kezdve a német hadsereg a 98-as karabély és az MP 40 géppisztoly leváltását tervezte. A feladatra az új MP 43/44 gépkarabélyt jelölték ki (ismertebb nevén StG. 44 [Sturmgewehr 44]).

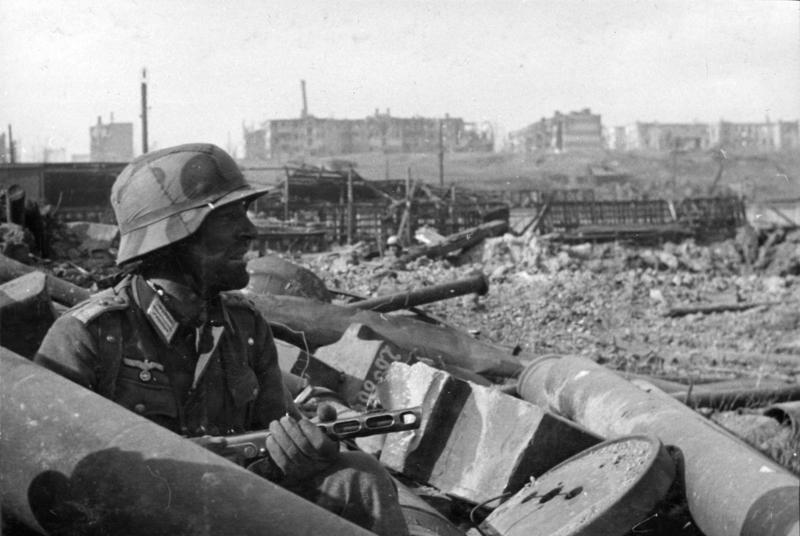
Német katona Sztálingrád romjai között PPS-41 géppisztollyal.

## Alkalmazók
- Ausztria
- Angola
- Algéria
- Belgium
- Bulgária
- Csehszlovákia
- Egyiptom
- Dánia
- Finnország
- Franciaország
- Görögország
- Irán
- Izrael
- Indonézia
- Olasz Szociális Köztársaság
- | - m - v - sz Oroszország közigazgatási beosztása                                                                                                                                                                                                                                                                                                                                                                                                                                                                                                                                                                                    | - m - v - sz Oroszország közigazgatási beosztása                                                                                                                                                                                                                                                                                                                                                                                                                                                                                                                      | - m - v - sz Oroszország közigazgatási beosztása |
| --- | --- | ------------------------------------------------ |
| A Föderáció alanyai | |                                                  |
| Köztársaságok | - Adigeföld - Altaj köztársaság - Baskíria - Burjátföld - Csecsenföld - Csuvasföld - Dagesztán - Észak-Oszétia - Hakaszföld - Ingusföld - Jakutföld - Kabard- és Balkárföld - Kalmükföld - Karacsáj- és Cserkeszföld - Karélia - Komiföld - Mariföld - Mordvinföld - Tatárföld - Tuva - Udmurtföld | Oroszország címere                               |
| Határterületek | - Altaji - Bajkálontúli - Habarovszki - Kamcsatkai - Krasznodari - Krasznojarszki - Permi - Sztavropoli - Tengermelléki | Oroszország címere                               |
| Területek | - Amuri - Arhangelszki - Asztraháni - Belgorodi - Brjanszki - Cseljabinszki - Irkutszki - Ivanovói - Jaroszlavli - Kalinyingrádi - Kalugai - Kemerovói - Kirovi - Kosztromai - Kurgani - Kurszki - Leningrádi - Lipecki - Magadani - Moszkvai - Murmanszki - Novgorodi - Novoszibirszki - Nyizsnyij Novgorod-i - Omszki - Orenburgi - Orjoli - Penzai - Pszkovi - Rjazanyi - Rosztovi - Szahalini - Szamarai - Szaratovi - Szmolenszki - Szverdlovszki - Tambovi - Tomszki - Tulai - Tveri - Tyumenyi - Uljanovszki - Vlagyimiri - Volgográdi - Vologdai - Voronyezsi | Oroszország címere                               |
| Szövetségi jelentőségű városok | - Moszkva - Szentpétervár - Szevasztopol[6] | Oroszország címere                               |
| Autonóm terület | - Zsidó autonóm terület | Oroszország címere                               |
| Autonóm körzetek | - Csukcsföld - Hanti- és Manysiföld - Jamali Nyenyecföld - Nyenyecföld | Oroszország címere                               |
| Szövetségi körzetek | | Oroszország címere                               |
| - Déli - Észak-kaukázusi - Északnyugati - Központi - Szibériai - Távol-keleti - Uráli - Volgamenti | | Oroszország címere                               |
| 1. 1 2 Bishop, Chris (1998). Guns in Combat. Chartwell Books, Inc. ISBN 0-7858-0844-2. 2. ↑ Ingram, Mike (2001). The MP40 submachine gun, 42. oldal, Zenith Imprint, ISBN 0-7603-1014-9. 3. ↑ Frederick Myatt: Korszerű kézifegyverek (115. old.), Zrínyi, 1993, ISBN 963-327-213-0 4. ↑ Az MP 40 angol nyelvű Wikipédia lapja 5. ↑ Bishop, Chris. The Encyclopedia of Weapons of World War II. New York: Metrobooks, 2002, p. 260. ISBN 1-58663-762-2. 6. ↑ Hovatartozása jelenleg vitatott. Ukrajna és a világ országainak többsége (köztük Magyarország) nem ismeri el a Krím Oroszországhoz való csatlakozásának legitimitását. | |                                                  |
- Magyarország
- Malajzia
- Mozambik
- Hollandia
- Harmadik Birodalom
- Norvégia
- Románia
- Lengyelország
- Szaúd-Arábia
- Spanyolország
- Törökország
- Egyesült Királyság
- Jugoszlávia